# Aeroportul Național Santorini (Thira)
Aeroportul Național Santorini (Thira) (IATA: JTR, ICAO: LGSR) este un aeroport din Egeea de Sud, Administrația descentralizată a Mării Egee⁠⁠(d), Grecia ce deservește zona Santorini. Aeroportul a fost tranzitat în 2022 de 2.509.888 de pasageri. A fost deschis în 1972 și numit după zona deservită.
Situat la o altitudine de 39 m, aeroportul dispune de 1 pistă. Este operat de Fraport Greece⁠(d).

## Infrastructură

### Piste
Aeroportul dispune de o singură pistă. Pista 16L/34R are suprafața de asfalt și dimensiunile 2.125 m × 45 m. 